# We Ride
"We Ride" là một bài hát của nữ ca sĩ người Barbados Rihanna lấy từ album phòng thu thứ hai của cô, A Girl Like Me (2006). Bài hát được viết bởi Makeba Riddick, Mikkel S. Eriksen and Tor Erik Hermansen, với sự hỗ trợ của StarGate. Bài hát được phát hành dưới dạng đĩa đơn thứ ba từ album vào ngày 21 tháng 8 năm 2006.

## Xếp hạng
| Bảng xếp hạng (2006)                          | Vị trí cao nhất |
| --------------------------------------------- | --------------- |
| Australia (ARIA)                              | 24              |
| Belgium (Ultratop 50 Flanders)                | 40              |
| Belgium (Ultratop 50 Wallonia)                | 26              |
| Finland (Suomen virallinen lista)             | 4               |
| Germany (Media Control Charts)                | 45              |
| Ireland (IRMA)                                | 17              |
| Netherlands (Dutch Top 40)                    | 60              |
| New Zealand (RIANZ)                           | 8               |
| Slovakia (Rádio Top 100)                      | 14              |
| Switzerland (Schweizer Hitparade)             | 42              |
| UK Singles (Official Charts Company           | 17              |
| US Bubbling Under Hot 100 Singles (Billboard) | 7               |
| US Pop Songs (Billboard)                      | 34              |

| Bảng xếp hạng (2007)                | Vị trí cao nhất |
| ----------------------------------- | --------------- |
| Mỹ Hot Dance Club Songs (Billboard) | 1               |

| Bảng xếp hạng (2008) | Vị trí cao nhất |
| -------------------- | --------------- |
| Italy (FIMI)         | 16              |